# カラハン朝

カラハン朝
 قراخانیان  (ペルシア語)

1000年頃のカラハン朝の支配領域

カラハン朝（カラハンちょう、英: Kara-Khanid Khanate、ペルシア語 : قراخانيان Qarākhānīyān）は、かつて中央アジアに存在したイスラム王朝である。中央アジアのテュルク（トルコ）系の遊牧民族の中で最初にイスラーム化した集団と考えられている。
カラハン朝はテュルク系の支配者として初めて、イラン系の民族・文化が中心的な地位を占めていたマー・ワラー・アンナフルを支配した国家である。カラハン朝がマー・ワラー・アンナフルを支配するイラン系の王朝サーマーン朝を滅ぼした後、タジキスタン共和国を除いてマー・ワラー・アンナフルにイラン系の国家が再建されることは無かった。
カラハン朝の時代は「西トルキスタン」の黎明期とも言え、パミール高原以西の地域にテュルク・イスラーム文化が確立された。カラハン朝が滅亡した後、カラハン朝の時代に芽生えたテュルク・イスラーム文化はモンゴル、ウズベク、カザフなどの西トルキスタンを征服した他の民族・文化を同化する。タリム盆地のウイグル族はカラハン朝を自らの祖先が建てた国と見なし、王朝の君主サトゥク・ボグラ・ハンやマフムード・カーシュガリー、ユースフ・ハーッス・ハージブらカラハン朝時代の学者の廟を建立した。

## 王朝の呼称
「カラハン朝」は後世の歴史家によって付けられた名称であり、「カラハン」という君主の称号に由来する。「カラ」は「強い」「大きい」を意味する言葉で、「カラハン」という称号は「強大なハン」の意と考えられている。イスラーム世界の史料では「ハーカーニーヤ（ハン、カガンの王朝）」「アフラースィヤーブ朝」と書かれ、古銭学者の間では貨幣に刻まれている称号（elik、ilik、iläk）に由来するイレク・ハン国（イリグ・ハン国）という名称も使用される。また、王統の起源をウイグル（回鶻）に推定する立場の人間は、「回鶻新王国」「葱嶺（パミール）西回鶻」の呼称を使用している。

## 歴史

### 勃興期
840年にモンゴル高原のウイグル国家が崩壊した後、カラハン朝の勢力が台頭する。ウイグル国家を構成していたテュルク諸部族は中国、チベット、中央アジアに移動し、そのうち15の部族はセミレチエ地方を支配するカルルク族の元に逃走した。
カラハン朝の王統の起源は明らかになっておらず、様々な説が挙げられている。ウクライナの学者Omeljan Pritsakはカラハン朝の起源をウイグル、トルクマン、カルルク、チギル、ヤグマー、カルルク・ヤグマー混合、突厥の7に分類し、カラハン朝の起源をウイグル国家崩壊後に独立したカルルクの部族連合と推定した。突厥起源説では、突厥の支配支族の一つである阿史那氏の末裔が「カガン」を称し、タラス、イリ河谷、カシュガルに至る地域に新たな部族連合を形成したと説明されている。カルルクを王朝の起源とする説では亡命者を受け入れたカルルクの集団がやがてカラハン国家に変貌したと説明され、カルルクの指導者であるキュル・ビルゲ（ビルゲ・キュル・カドゥル）、キュル・ビルゲの孫サトゥクのいずれかを王朝の創始者と見なしている。創始者のキュル・ビルゲの時代に、それまでカルルクが本拠地としていたスイアブからベラサグンに本拠地を移したと考えられている。
キュル・ビルゲの子バズルは大ハン（アルスラン・ハン）としてベラサグンを支配し、バズルの弟オグウルチャクは小ハン（ボグラ・ハン）としてタラスを支配した。893年にマー・ワラー・アンナフル地方を支配するサーマーン朝によってタラスが占領されるとオグウルチャクはカシュガルに移り、この地でサーマーン朝の政争から逃れた人間を受け入れた。オグウルチャクが亡命者であるサーマーン朝の王子ナスルをアルトゥシュの統治者に任命した後、ナスルの元にはイスラームの商人が多く集まるようになり、アルトゥシュにモスクが建立された。オグウルチャクの元ではイスラム教の布教は禁止されていたが、ナスルの受け入れによって領内のイスラム教の信者は次第に増加していき、オグウルチャクの甥サトゥクもナスルの影響を受けて密かにイスラム教に改宗した。25歳に達したサトゥクは仏教を信仰するオグウルチャクを討ってカシュガルを征服し、カラハン朝で初めてのイスラム教を信仰する君主となる。
カラハン朝の歴史のうち史実と見なされるのはサトゥクがハンに即位した時代以降で、サトゥクの時代より前の時代として記されている出来事を単なる伝承、または史実と見なすかで研究者の見解は分かれている。イスラームに改宗したカラハン朝の君主は異教を奉じる他の王族に聖戦（ジハード）を挑み、王朝のイスラーム化が進行していく。942年/3年にサトゥクは大ハンが支配するベラサグンを占領するが、領内ではイスラム教は完全に受け入れられてはいなかった。11世紀以降に信仰の違いのためにカラハン朝が天山ウイグル王国（西ウイグル王国、高昌回鶻王国）から完全に分離した後、君主の中で初めてイスラム教を受け入れたサトゥクは王朝の始祖として崇拝されるようになった。

### 宗教戦争とサーマーン朝への攻撃
960年頃にサトゥクの子ムーサーはベラサグンの大ハンを破り、仏教国である于闐（ホータン）を攻撃した。ムーサーはカシュガルを本拠地に定め、それまでの大ハンの都であるベラサグンを副都に降格し、兄弟のスライマーンをベラサグンの小ハンに任命した。于闐は同じ仏教国である天山ウイグル王国、吐蕃と同盟を結んで優位に立ち、969年9月に于闐の攻撃を受けたカラハン朝の君主Tazik Tsun Hienはカシュガルを放棄して逃走し、多くの財宝と捕虜が于闐の手に渡った。
サトゥクの孫の時代には、ムーサーの子アリーが国家の東部を支配するアルスラン・ハン、スライマーンの子ハサン（ハールーン）が西部を支配するボグラ・ハンの地位にあり、サーマーン朝が支配するマー・ワラー・アンナフルに侵入した。992年にハサンはマー・ワラー・アンナフルの中心都市ブハラとサマルカンドを占領するが、ハサンはカシュガルへの帰還中に没し、サーマーン朝はブハラを回復する。996年に締結した条約によってカラハン朝はサーマーン朝からザラフシャーン盆地北部地域を獲得し、999年にアリーの子ナスル・アルスラン・イリク・ハンがブハラを占領し、サーマーン朝を滅ぼした。
998年に大ハンのアリーが于闐との戦争で落命し、カシュガルは仏教徒の反乱に乗じた于闐軍によって占領される。アリーの跡を継いだアフマド1世はブハラに援軍を要請し、ブハラの宗教指導者ムハイディンら4人のイマームに率いられた40,000の志願兵によって于闐軍からカシュガルを奪回した。カラハン朝は1006年までにホータン、11世紀半ばにクチャを征服し、仏教徒が多数を占める地域のテュルク化・イスラーム化が促進される。于闐が滅亡した後もホータンでは長らく仏教徒の反乱が続いたが、最終的に仏教徒の抵抗は失敗し、イスラム教への改宗を拒否する人間の大部分は他の国に亡命した。
于闐を滅ぼした後、アフマド1世は天山ウイグル王国に改宗のための聖戦を数度にわたって実施する。1017年にカラハン軍はベラサグンから天山ウイグル王国に攻め込むが反撃に遭い、天山ウイグル王国の軍隊はベラサグン近郊に接近した。病床についていたアフマド1世は陣頭で指揮を執って天山ウイグル王国を破り、トルファンに進軍するが、帰国後に病没した。アフマド1世の死後にカラハン朝内部の抗争は激化し、ホータンを支配するユースフ・カディル・ハンがカシュガルのハン位を継いだ時代には中央アジアの支配権を巡ってガズナ朝と争った。
当初カラハン朝とガズナ朝との関係は良好で、ナスルとガズナ朝のスルターン・マフムードの娘との婚姻が進められていた。しかし、カラハン朝はガズナ朝を成り上がり者の国と蔑視し、ペルシア・インドを抑えるマフムードもカラハン朝を野蛮な国と見なし、またカラハン朝からの攻撃を警戒していた。1006年にマフムードがインドに出征した際、ナスルは隙を突いてホラーサーン地方に侵入し、ホータンのユースフの援軍を得てバルフ、ニーシャープールを略奪した。1008年1月にナスルはバルフ近郊のシャルヒヤーンの戦闘でマフムードに敗れ、撤退する。1025年にマフムードがナスルの従兄弟であるアリ・テギンの支配下に置かれていたマー・ワラー・アンナフルに侵入した際、カシュガルの支配者の地位を継いだユースフはマフムードと連合して西カラハン朝を攻撃した。1026年にアリーはブハラ、サマルカンドをガズナ朝から奪回したが、1032年にはマフムードの子マスウードによって一時的にブハラを占領された。
マー・ワラー・アンナフルを中心とする西部はアリーの一族、ベラサグン、カシュガルを中心とする東部はハサンの一族が支配する体制が敷かれていたが、11世紀半ばにカラハン朝は完全に東西に分裂する。東西に分裂したカラハン朝は互いに争い、10世紀半ばから行われていた異教徒に対する聖戦は終息する。

### 東西分裂後
西カラハン朝はサマルカンドを首都に定め、11世紀にアッバース朝のカリフの権威を承認した。西カラハン朝の支配者は当初ウズガンド（ウズゲン）に居住していたが、権力を強化した後にサマルカンドに宮廷を移し、ウズガンドはフェルガナの統治者の本拠地とされた。西カラハン朝は全マー・ワラー・アンナフルの支配者を自称していたが、フェルガナはサマルカンドから半ば独立した状態にあった。
東カラハン朝は草原地帯のテュルク・ムスリムの軍事力によってフェルガナ盆地のオアシス都市を支配し、その経済力は天山山脈の南北に及んでいた。ユースフの死後、東カラハン朝はベラサグン、カシュガル、ホータンを支配する大ハン、タラスを支配する小ハンの領土に分裂する。1055年頃、タラスを支配するムハンマド1世・ボグラ・ハンは大ハンが領有するカシュガルを獲得した。ムハンマド1世はカシュガルを文化都市に発展させ、東カラハン朝からは教訓書『クタドゥグ・ビリグ』やトルコ語の辞典『トルコ語集成』などの作品が生み出された。11世紀末に東カラハン朝はアフマド・ボグラ・ハンによって再統一され、彼の治世に『クタドゥグ・ビリグ』が著される
11世紀初頭にオグズの一派がイランで興したセルジューク朝が1040年にダンダーナカーンの戦いでガズナ朝を破り、勢力を広げた。当初カラハン朝はセルジューク朝の攻撃に耐え、セルジューク朝の支配下に置かれていたホラーサーン地方の都市を占領する。1072年にマー・ワラー・アンナフルはセルジューク朝の攻撃を受け、西カラハン朝のナスル1世はセルジューク朝に臣従を誓った。アフマド1世の治世の1089年、政府と対立するマー・ワラー・アンナフルのウラマー（イスラームの神学者）の要請に応じて西カラハン朝を攻撃したセルジューク軍はサマルカンドを占領し、西カラハン朝はセルジューク朝の支配下に置かれた。アフマド1世はセルジューク朝から支配権を回復したものの、1095年にウラマーによって異端と宣告され、処刑された。およそ半世紀の間、西カラハン朝はセルジューク朝に臣従し、大部分の君主はセルジューク朝によって選ばれた。
東カラハン朝はセルジューク朝がタラス、セミレチエに侵攻した後にセルジューク朝への臣従を表明したが、臣従の期間はごく短かった。1102年に東カラハン朝の王統に連なる西カラハン朝の君主ジブラーイールはセルジューク朝が支配するホラーサーン地方に侵入するが、この地を治める王子サンジャルによってテルメド近郊の戦いで殺害される。1130年にハサン、1132年にマフムード2世を王位に就けた。

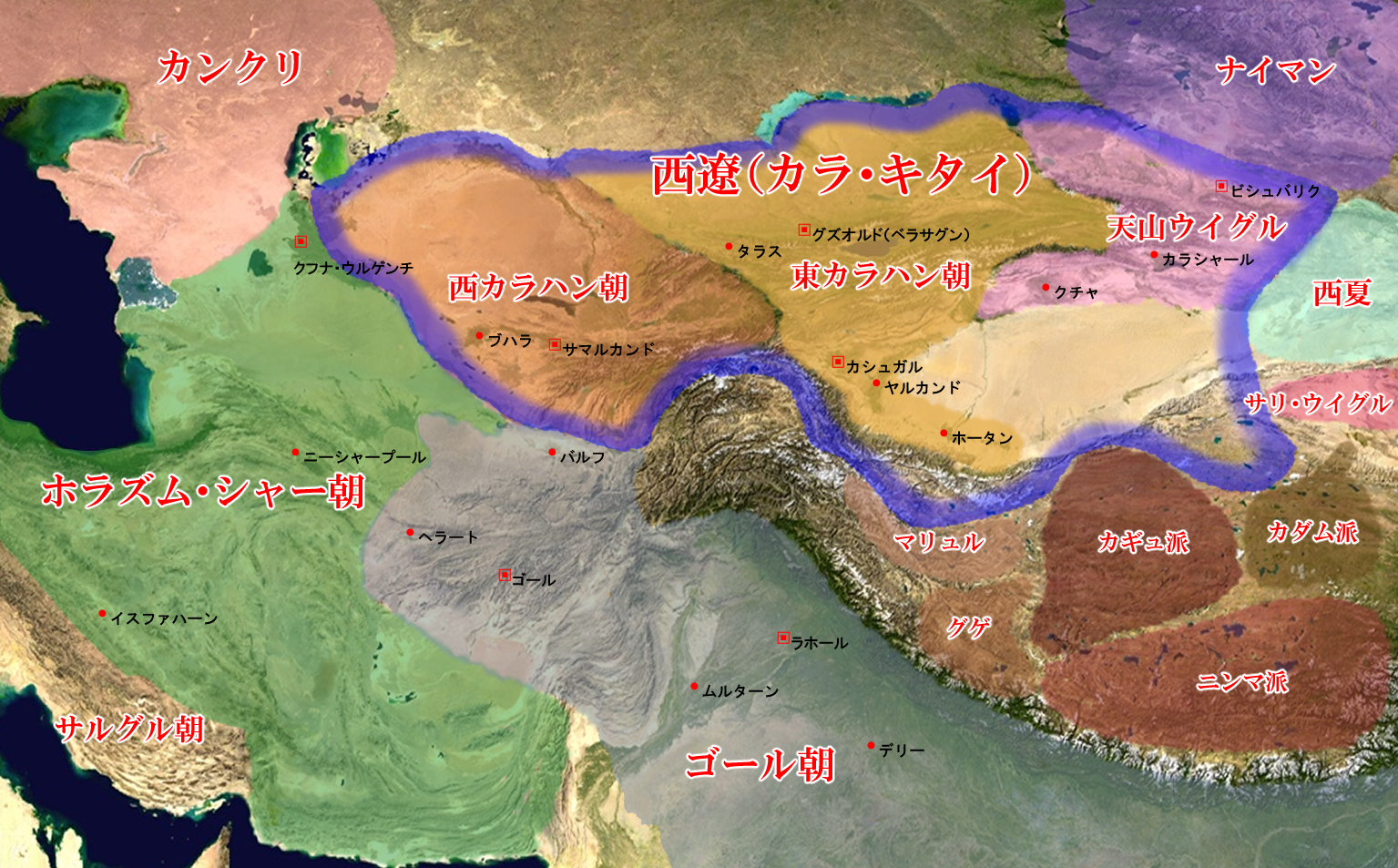
12世紀末の中央アジア

12世紀前半の中国北部では女真族の建国した金が契丹族の国家遼に取って代わり、遼の王族耶律大石に率いられた一団は中国から中央アジアに移住してカラ・キタイ（西遼）を建国した。東カラハン朝のアフマド・ハンは東トルキスタンの横断を試みたカラ・キタイ軍を破り、耶律大石は進路を天山山脈北方に変更する。ベラサグンを支配するカラハン朝の王族が耶律大石に援軍を求めた後、ハンの敵を破った耶律大石はベラサグンを奪い、この地でグル・ハンを称した。1137年に西カラハン朝の君主マフムード2世はホジェンド付近の戦闘でカラ・キタイの軍に敗れ、マフムードは叔父であるセルジューク朝のスルターン・サンジャルに助けを求めたが、1141年のカトワーンの戦いでセルジューク朝・カラハン朝の連合軍はカラ・キタイに敗北する。東カラハン朝とカラ・キタイの戦闘に関する記録は残されていないが、アフマドの子イブラーヒーム2世は殉教者（Shahīd）の名前で呼ばれていることからカラ・キタイとの戦闘で落命したと考えられている。臣従を認めさせて貢納を徴収するカラ・キタイの間接統治策の下、東カラハン朝はカラ・キタイの王位を簒奪したナイマン部族のクチュルクに滅ぼされ、西カラハン朝は1212年にホラズム・シャー朝に滅ぼされるまで存続した。

### 滅亡
1210年にクチュルクはカラ・キタイの王位を簒奪するが、カシュガルとホータンはクチュルクの支配を受け入れなかった。クチュルクはカラ・キタイの宮廷に拘留されていた東カラハン朝の王子ムハンマド3世をカシュガルに帰国させるが、釈放されたムハンマド3世はカシュガルの貴族によって殺害される。東トルキスタンを平定するため、クチュルクは2,3年にわたって軍隊を派遣しなければならなかった。
西カラハン朝の最後の君主オスマーンは中央アジアで勢力を拡大するホラズム・シャー朝のアラーウッディーン・ムハンマドに協力を求め、従属・貢納と引き換えにカラ・キタイへの攻撃を要請した。1209年/10年にオスマーンはムハンマドが実施したカラ・キタイ遠征に参加して勝利を収め、戦後ムハンマドの娘を娶る。サマルカンドにはカラ・キタイから派遣された代官に代わってホラズムから派遣された知事が赴任したが、オスマーンはホラズムの圧政に苦しみ、1210年/12年にカラ・キタイの王位を簒奪したクチュルクに助けを求め、サマルカンド内のホラズム人を虐殺した。サマルカンドで起きた事件の報告を受け取ったムハンマドはサマルカンドに進軍し、町はホラズム軍の攻撃によって陥落する。降伏したオスマーンとその家族はムハンマドによって殺害され、ムハンマドはサマルカンドを新たな首都に定め、マー・ワラー・アンナフルはホラズム・シャー朝に併合された。

## 社会
カラハン朝の王族はペルシアの伝説上のテュルクの王であるアフラースィヤーブの子孫を自称していた。カラハン朝はイスラム教を受容した後も伝統的な遊牧国家の統治体制を敷き続け、二人のハン（カガン）が国家の東西を統治していた。カラハン朝の宮廷は最高権力者であるハンに対するテュルク的な観念以外に、「王の中の王」（シャーハーン・シャー）というペルシア的な王権の観念、中華世界の皇帝権の影響も受けており、中国皇帝の呼称である「タブガチ・ハン」も君主の称号として使用されていた。領土の東部を大ハン（アルスラン・カラ・ハン）、西部を小ハン（ボグラ・カラ・ハン）が支配し、それぞれのハンの下にイリク（イリグ、イレク）、テギンという称号の下級君主が置かれていた。カラハン朝の君主の称号に含まれる「アルスラン」は獅子、「ボグラ」は雄駱駝を意味し、ライオンはチギル部族、雄駱駝はヤグマー部族のトーテム獣と考えられている。王子は「テギン」、王女は「カトゥン」と呼ばれ、貴種として他の人間と明確に区別された。
11世紀の半ばに入ってもハンたちは夏季に遊牧生活を営み、冬季に都市部に居住する生活を送っていた。封建的な支配体制の下で土地の統治は各地の王族に委任され、領土を分封された王族はイリク・ハンの称号を使用していた。領土の分配はそれぞれの王族が本拠に定める都市の発展を促し、都市に住むウラマー（イスラームの法学者）の地位をも向上させる。カラハン朝初期の時代、都市の事情に通じていなかった君主たちは征服した都市にそれまで存在していた行政組織に代えてマートゥリーディー派のウラマーに都市の統治を委任していた。各都市にはカーディー（イスラーム法の判事）が任命され、王族の利益の確保を進める一部のカーディーと都市民の権利の保護を図るウラマーの対立を経て、ウラマーは都市民の代表者としての地位を確立する。カラハン朝支配下の中央アジアには、多くのファトワーを発したムフティーのナジュムッディーン・ナサフィー、マートゥリーディー派の思想を体系化したアブー・アル＝ムイーンらの学者も現れた。カラハン朝が衰退しカラ・キタイが台頭した後もウラマーはオアシス都市の代理統治者としてなおも権威と権力を保ち続け、西カラハン朝統治下のブハラの名家であるブルハーン家はサマルカンドの宮廷とは別にカラ・キタイに貢納を行い、サマルカンドの宮廷から独立した統治を行っていた。
西カラハン朝の首都のサマルカンドには宰相府が置かれ、行政に携わる書記（ウダバー）が高い社会的地位を有していた。カラハン朝の宮廷職に文官・武官の明確な区別は設けられておらず、騎兵隊長、軍司令官（スバシ）、侍従（ハージブ）、秘書官の順に昇進していった。宮廷職はテュルク諸部族出身の貴族が担い、ハンの一族は彼らの補佐を受けていた。サーマーン朝時代に没落したディフカーン（中央アジアの土豪）は短期間勢力を回復したが再び勢力を失い、12世紀から13世紀にかけての政治的事件の記録に現れなくなった。

## 経済
カラハン朝支配下のトルキスタンではテュルク系のイスラム教徒によるキャラバン交易が行われ、政府が鋳造した貨幣が流通していた。発行された貨幣はイスラーム世界のディルハム銀貨を元にしたもので、イリグ・ハン（王ハン）、タブガチ・ハン（中国のハン）といった称号や、アラビア語によるイスラームの信仰告白の定型句が刻まれていた。貨幣に刻まれた銘文はカラハン朝の歴史を伝える貴重な史料となっている。
西カラハン朝末期のサマルカンドは400,000-500,000の人口を擁する大都市で、園林が郊外に連なり、果実・穀物の栽培、養蚕が行われていた。カラハン朝時代の教訓書『クタドゥグ・ビリグ』には農民、牧人、商人、職人は生活の基盤を支える社会階級と記され、彼らの活動によって生み出された富が都市部の支配者層の下に蓄積されていた。農地では塩分を含んだ土地の改良、貯水池を利用した灌漑、風力による脱穀が行われ、収穫された食物はパンに加工されていた。果実の中ではブドウの栽培が盛んで生食にするほかワイン、ジュース、干しブドウに加工され、ブドウのほかにはリンゴ、メロン、スイカなどの作物も栽培されていた。

## 宗教

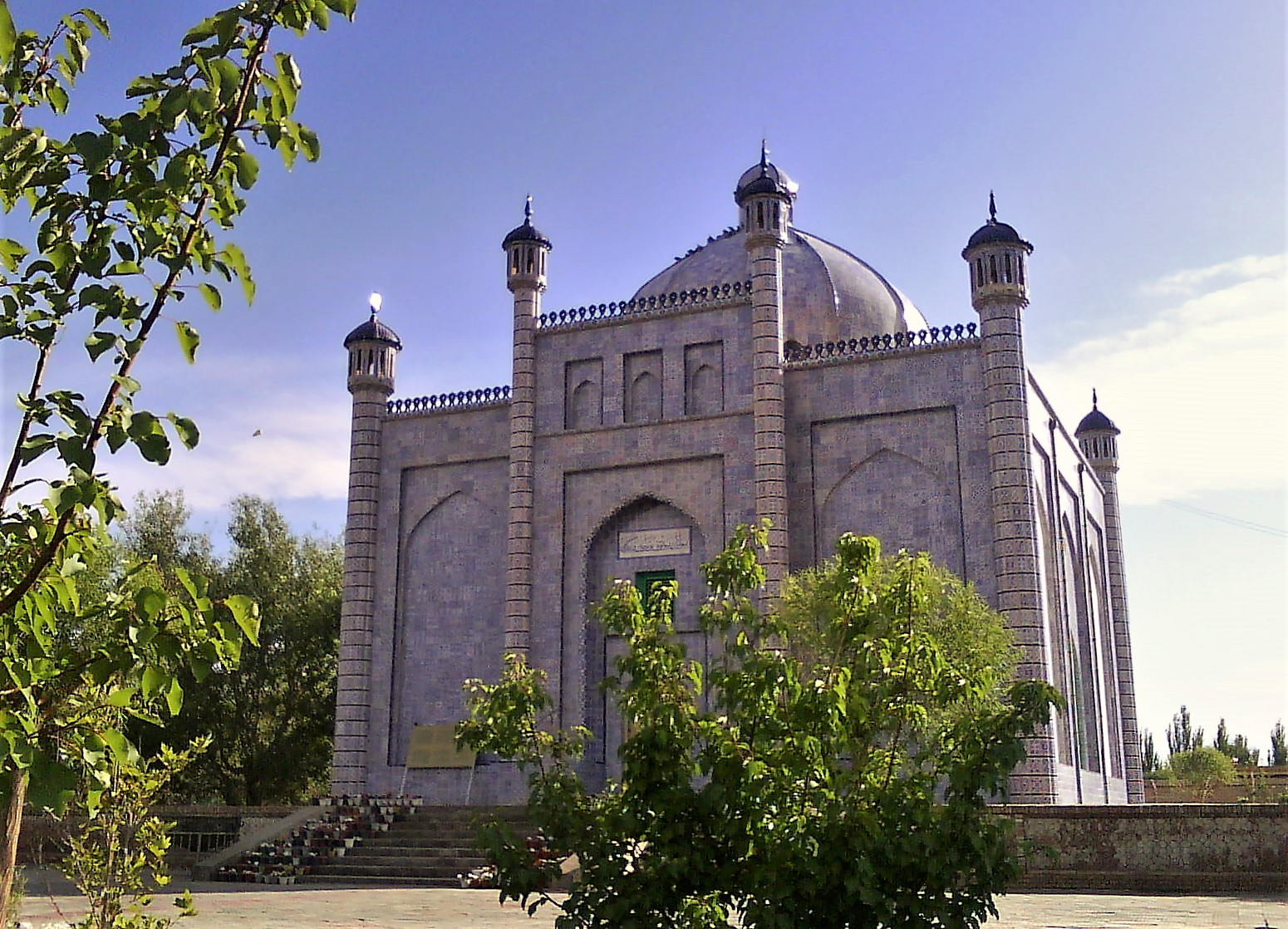
アルトゥシュのサトゥク・ボグラ・ハン廟

サトゥク・ボグラ・ハンがイスラム教に改宗する前のカラハン朝では仏教が主流であり、ほかにマニ教、ネストリウス派キリスト教、シャーマニズムなどが信仰されていた。サトゥク・ボグラ・ハンの改宗に関する最古の記録は14世紀初頭の文献内で引用された11世紀の史料に遡るが、この時点で既にサトゥクの改宗には伝説的な脚色が加えられていた。アラブの歴史家イブン・アスィールは960年に200,000戸のテュルクの集団改宗が起きたことを記録しているが、この記述はサトゥクの息子ムーサーの時代にカラハン朝が完全にイスラームを受容したことの表れだと考えられている。カラハン朝の君主がイスラム教に改宗した理由について、信徒に対して団結を求めるイスラームの教義、「聖戦」や「殉教」といった概念が支配の維持、勢力の拡大に貢献できる側面が指摘されている。
サトゥク、ムーサーの時代にカシュガルで行われた強制的なイスラームへの改宗は国内の他の宗教の信徒の反発を引き起こし、于闐、天山ウイグル王国などの仏教国との関係を悪化させる。ムーサーは王位を巡る争いの中で強制的な改宗を進め、改宗政策においてはニーシャープール出身のスーフィー（神秘主義者）・カリマティが大きな役割を果たした。カラハン軍が于闐を破ってホータンを占領した後、城砦は破壊されたが、仏教寺院は破壊されずにモスクに改築された。
1141年のカトワーンの戦いでカラハン朝がカラ・キタイに敗れた後、ベラサグンに近いセミレチエの地にカラ・キタイの軍隊が駐屯した。東西のカラハン朝はカラ・キタイの臣従国として存続し、徴税と定住生活を送るイスラム教徒の監督を命じられた。カラ・キタイの支配者層は仏教を信仰していたが、支配地の信仰には寛容な姿勢を取っていた。東カラハン朝の首都カシュガルはイスラム教の文化と権威が保たれながらも、東方におけるネストリウス派のキリスト教徒の中心都市となった。チュイ川の渓谷では、カラ・キタイへの従属時代に建てられたキリスト教徒の墓石が発見された。

## 文化

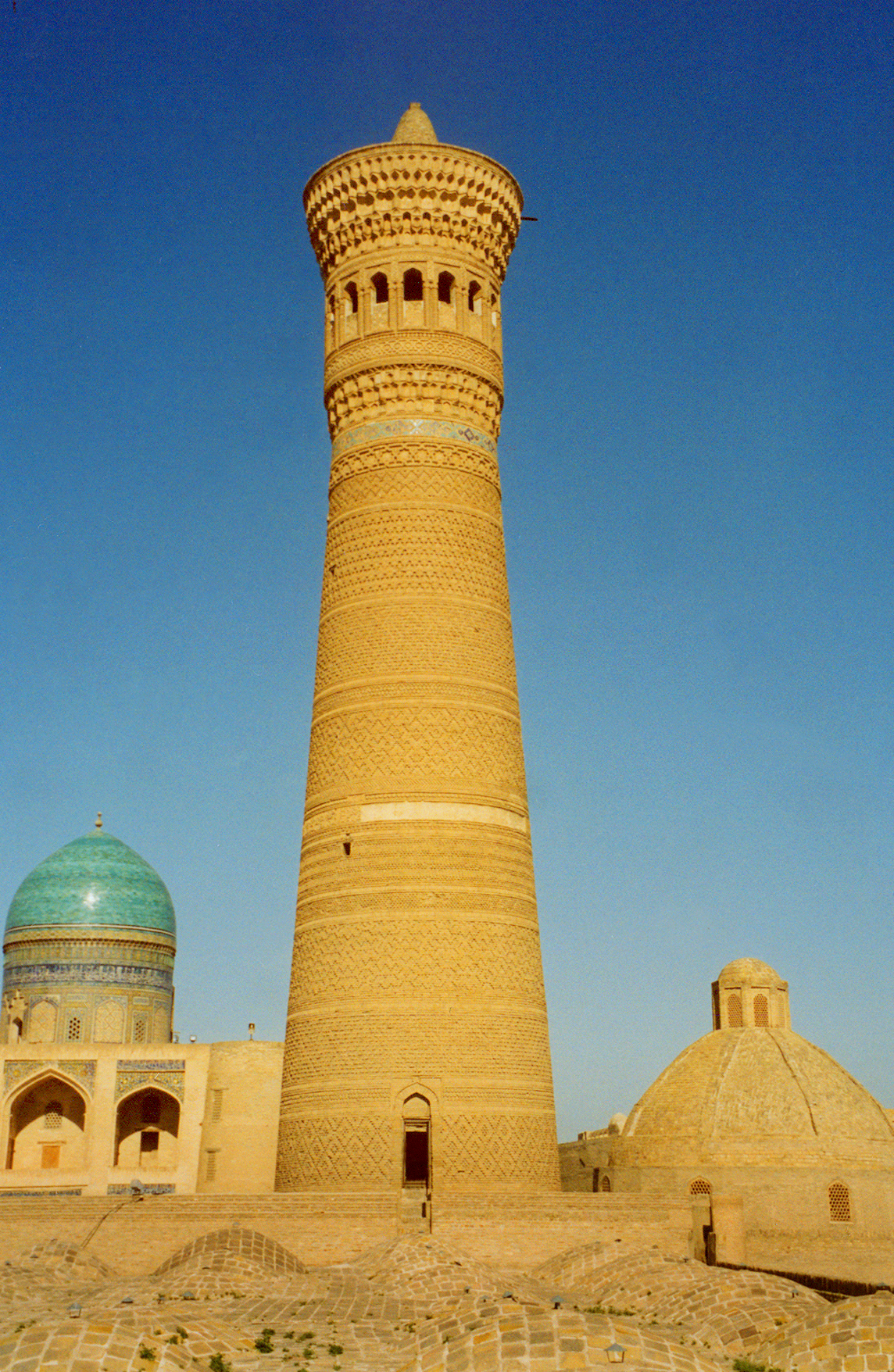
ブハラのカラーン・ミナレット

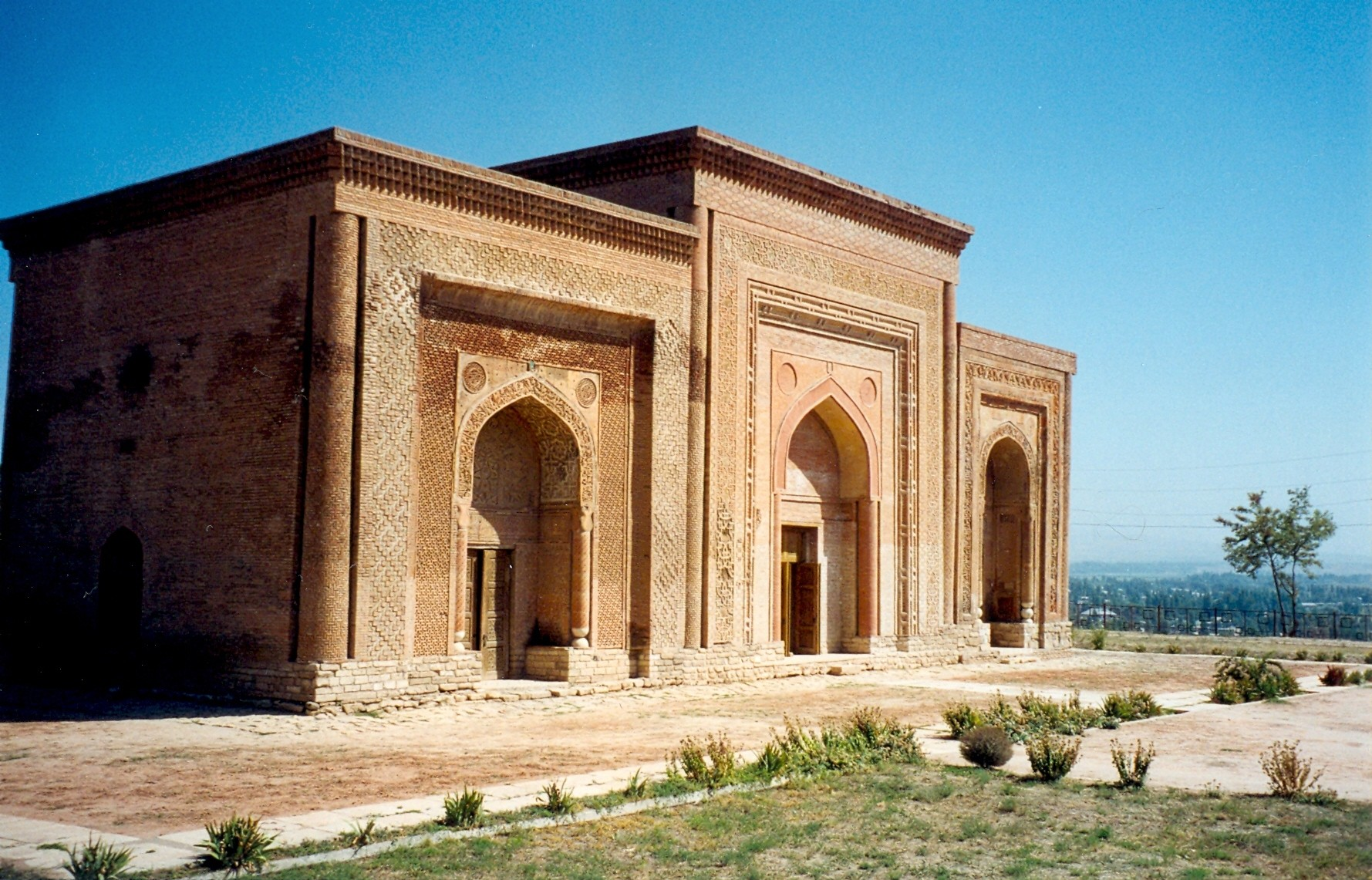
12世紀にウズゲンに建てられた廟

10世紀にテュルク諸部族に受容されたイスラム教はテュルクの文化と結合し、11世紀にアラビア文字で表記するテュルクの言語（カラハン朝トルコ語）が成立した
。1096年にユースフ・ハーッス・ハージブによってテュルクの言語による教訓書『クタドゥグ・ビリグ』が東カラハン朝の君主に献呈された。テュルクの言語をアラビア文字で記した最初の作品である『クタドゥグ・ビリグ』は、テュルク・イスラーム文学最古の作品に位置付けられている。
テュルク・イスラーム文学はイスラーム世界とペルシア文学の強い影響を受けており、従前のテュルクと深い関係があった中国、仏教、キリスト教、マニ教の影響は見られない。『クタドゥグ・ビリグ』にはクルアーン、ハディース、スーフィーの著書から引用した忠言が記されており、王族のイスラームの改宗から1世紀後にはイスラーム学はトルキスタンの知識人の間に深く浸透していたことがうかがえる。権力闘争の末にバグダードに逃れた東カラハン朝の王族マフムード・カーシュガリーは『トルコ語集成（ディーワン・ルガード・アッテュルク）』を1077年/78年に著し、アッバース朝のカリフ・ムクタディーに献呈した。しかし、『クタドゥグ・ビリグ』『トルコ語集成』の後に続くトルコ語による著述活動は盛んとは言い難く、これらの作品が流布した範囲も広くは無かった。ティムール朝の時代に入って、テュルクの言語は中央アジア世界でペルシア語に並ぶ地位を確立する。
カラハン朝時代に建設された大規模な建設物は多く残っており、10世紀末まで中央アジアを支配していたサーマーン朝と比べて多い。1121年にブハラに金曜モスクが建立され、1127年にはモスクの前にカラーン・ミナレットが建てられた。ミナレットの高さは約45.6mで、戦災や地震の被害を受けながらも修復され、姿をとどめている。サーマーン朝時代に比較的小さな都市だったウズガンドは一時的にマー・ワラー・アンナフル全土の支配者である西カラハン朝の君主の居所とされ、宮廷が移された後もフェルガナの統治者の本拠地とされた。ウズガンドには高さ約18mのミナレットが建立され、ウズゲンの建物の中でも12世紀に建てられたものは特に評価が高い。1078年/79年にナスル1世によってブハラとサマルカンドの間に建設されたラバーティ・マリクは隊商宿（キャラバンサライ）以外に防衛施設としての役割も有していたと考えられている。

## 君主
| 代数 | 君主名                 | 統治年代                  | 先代との関係                   |
| ---- | ---------------------- | ------------------------- | ------------------------------ |
| 1    | キュル・ビルゲ・ハン   | 840年                     | -                              |
| 2    | バズル                 | ?                         | 1の子                          |
| 3    | ?                      | ?                         | 2の子                          |
| 4    | ?                      | ?                         | 3の子                          |
| -    | サトゥク・ボグラ・ハン | 955年没                   | 2の子。カシュガルの小ハン。    |
| 5    | ムーサー               | 960年                     | サトゥクの子                   |
| 6    | アリー                 | 998年没                   | 5の子                          |
| 7    | アフマド1世            | 998年                     | 6の子                          |
| 8    | マンスール             | 1015年-16年 - 1024年/25年 | 6の子                          |
| 9    | アフマド2世            | 1024年/25年 - 1026年/27年 | 5の曾孫。ハサン（992年没）の子 |
| 10   | ユースフ               | 1026年/27年 - 1032年没    | 9の兄弟。                      |

| 色 | 家系                                                 |
| -- | ---------------------------------------------------- |
|    | サトゥク・ボグラ・ハンの孫アリーの一族               |
|    | サトゥク・ボグラ・ハンの孫ハサン（ハールーン）の子孫 |

### 西カラハン朝
| 代数 | 君主名            | 統治年代          | 先代との関係                                                    |
| ---- | ----------------- | ----------------- | --------------------------------------------------------------- |
| 1    | ムハンマド1世     | 1041年/42年       | アリーの孫。アフマド1世、マンスールの兄弟ナスル（1012年没）の子 |
| 2    | イブラーヒーム1世 | 1052年/1053年     | 1の兄弟                                                         |
| 3    | ナスル1世         | 1068年            | 2の子                                                           |
| 4    | ヒズル            | 1080年            | 2の子                                                           |
| 5    | アフマド1世       | 1081年? - 1089年  | 4の子                                                           |
| 6    | ヤークーブ        | 1089年            | 東カラハン朝の君主スライマーンの子                              |
| 7    | マスウード1世     | 1095年            | 3,4の甥                                                         |
| 8    | スライマーン      | ? - 1097年        | 3,4の甥、7の従兄弟                                              |
| 9    | マフムード2世     | 1097年            | マンスールの子孫                                                |
| 10   | ジブラーイール    | 1097年            | 東カラハン朝の君主オマルの子                                    |
| 11   | ムハンマド2世     | 1102年 - 1130年   | 8の子                                                           |
| 12   | アフマド2世       | 1129年? - 1132年? | 11の子                                                          |
| 13   | ハサン            | 1130年            | -                                                               |
| 14   | イブラーヒーム2世 | 1132年没          | 8の子                                                           |
| 15   | マフムード2世     | 1132年 - 1141年   | 11の子                                                          |
| 16   | イブラーヒーム3世 | 1141年 - ?        | 11の子                                                          |
| 17   | アリー            | 1156年            | 13の子                                                          |
| 18   | マスウード2世     | 1160年/61年       | 13の子                                                          |
| 19   | イブラーヒーム4世 | 1203年/04年没     | 13の孫、17,18の甥                                               |
| 20   | オスマーン        | 1212年没          | 19の子                                                          |

### 東カラハン朝
| 代数 | 君主名            | 統治年代             | 先代との関係                              |
| ---- | ----------------- | -------------------- | ----------------------------------------- |
| 1    | スライマーン      | 1032年 - 1056年/57年 | ユースフの子                              |
| 2    | ムハンマド1世     | 1056年/57年          | ユースフの子                              |
| 3    | イブラーヒーム1世 | 1057年/58年          | 2の子                                     |
| 4    | マフムード        | 1059年/60年          | ユースフの子                              |
| 5    | オマル            | 1074年/75年没        | 4の子                                     |
| 6    | ハサン            | 1074年/75年          | 1の子。西カラハン朝の君主ヤークーブの兄弟 |
| 7    | アフマド          | 1102年/03年没        | 6の子                                     |
| 8    | イブラーヒーム2世 | 1128年以後           | 7の子                                     |
| 9    | ムハンマド2世     | 1158年以後           | 8の子                                     |
| 10   | ユースフ          | 1205年没             | 9の子                                     |
| 11   | ムハンマド3世     | 1210年/11年没        | 10の子                                    |